# Elancy
Elancy (in russo Еланцы?) è un villaggio della Russia, situato nell'Oblast' di Irkutsk; è il centro amministrativo del distretto Ol'chonskij.
Si trova sul fiume Anga a 12 km dalla sua confluenza nel lago Bajkal, 210 km a nord-est di Irkutsk. La strada che conduce all'isola di Ol'chon attraversa il villaggio.